# Синтанг (округ)
Си́нтанг (индон. Sintang) — округ в провинции Западный Калимантан, Индонезия. Административным центром является одноимённый город. Население — 371 322 чел. (2011).
Синтанг входит в состав католической епархии Синтанг. Через округ протекает река Капуас (бассейн Южно-Китайского моря).

## Население
Население — даяки, китайцы.
| 2007               | 2008    | 2009    | 2010    | 2011    |         |
| ------------------ | ------- | ------- | ------- | ------- | ------- |
| Численность мужчин | 181 652 | 185 163 | 190 548 | 188 433 | 191 824 |
| Численность женщин | 175 827 | 179 895 | 182 832 | 176 326 | 179 498 |
| Итого              | 357 479 | 365 058 | 373 380 | 364 759 | 371 322 |

## Административное деление

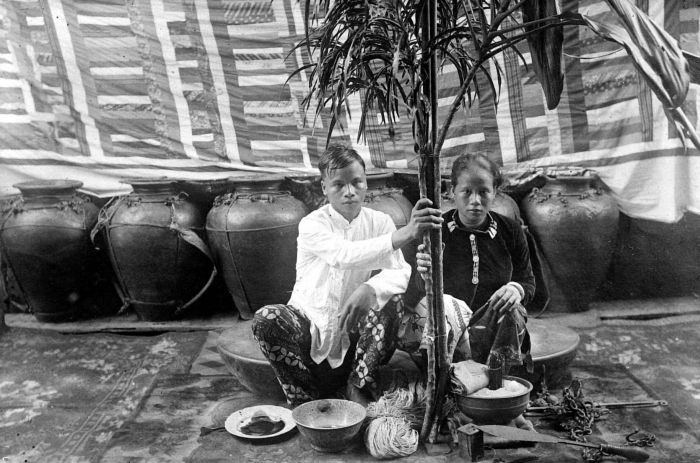
Даяки из Синтанга. 1938 год.

Округ подразделяется на 14 районов:
- Амбалау[индон.]
- Бинджай-Хулу[индон.]
- Дедай[индон.]
- Кайан-Хилир[индон.]
- Кайан-Хулу[индон.]
- Келам-Пермай[индон.]
- Кетунгау-Хилир[индон.]
- Кетунгау-Хулу[индон.]
- Кетунгау-Тенга[индон.]
- Сунгай-Тебелиан[индон.]
- Сепаук[индон.]
- Сераваи[индон.]
- Синтанг
- Темпунак[индон.]